# Ouroux-sur-Saône
Ouroux-sur-Saône är en kommun i departementet Saône-et-Loire i regionen Bourgogne-Franche-Comté i östra Frankrike. Kommunen ligger i kantonen Saint-Germain-du-Plain som tillhör arrondissementet Chalon-sur-Saône. År 2022 hade Ouroux-sur-Saône 3 183 invånare.

## Befolkningsutveckling
Antalet invånare i kommunen Ouroux-sur-Saône
| Referens: INSEE |